# 大坪西站
大坪西站位于重庆市九龙坡区渝州路，为18号线的一座中间站，车站编号18/？。预计2026年底开通。